# Wagenhaus (Minden)
Das Wagenhaus an der Uferstraße ist eine Garage in der ostwestfälischen Stadt Minden in Nordrhein-Westfalen. Sie wurde 1908 erbaut und wird als erste Garage in der Stadt Minden bezeichnet. Das Gebäude steht unter Denkmalschutz und ist in die Denkmalliste der Stadt Minden eingetragen.

## Geschichte
Das Wagenhaus an der Uferstraße gehört zu der Stadtvilla in der unteren Uferstraße. Hier baute Kommerzienrat Theodor Meyer, Besitzer einer Glasfabrik im heutigen Porta Westfalica, seine Stadtvilla auf dem rechten Weserufer in dem Stadtteil Brückenkopf. Für seine öffentlichen Verpflichtungen legte er sich als einer der ersten Mindener privat ein Automobil zu, das in dem Wagenhaus an der Uferstraße direkt am Ufer der Weser untergebracht wurde. Die Garage, ein Fachwerkbau, wurde 1908 gebaut und so groß ausgebaut, dass der angestellte Chauffeur eine kleine Dienstwohnung über der Abstellfläche des Wagens beziehen konnte. 1925 kaufte Ernst Berlin die Stadtvilla und das Wagenhaus. Er nutzte die Lage an der Weser zu Aufenthalten in der Sommerfrische. 1945 wurden Villa und Wagenhaus von der britischen Besatzungsmacht beschlagnahmt und die Villa lange Zeit als Offizierscasino genutzt. Das Wagenhaus war in dieser Zeit ungenutzt.

### Nutzung als Bootshaus der DLRG Minden (1966 bis 1987)
Das Wagenhaus wurde von mindestens 1966 bis zum 1. September 1987 als Bootshaus der DLRG Ortsgruppe Minden e.V. verwendet. Hier wurden die Rettungsboote des Vereins untergebracht. Durch die Lage am Ufer der Weser konnten sie schnell ins Wasser gebracht werden, als auch über den Straßenzugang transportiert werden. Es hatte damals den Spitznamen "Hexenhaus" und bestand aus einer Garage für die Boote und das Material und einen damals ausgebauten Dachboden, der für Lehrgänge benutzt wurde. In dieser Zeit entstand der südliche Anbau mit großem Garagenklapptor aus Betonteilen. Die DLRG Ortsgruppe Minden zog nach Nutzungsende in ein ehemaliges Schlauchbootlager der Bundeswehr am linken Weserufer um, dort ist sie heute noch ansässig.

### Nutzung als Atelier
Ab 1987 wurde das Wagenhaus für 20 Jahre von der Künstlergruppe "Regenbogen" gepachtet. Sie bauten an dem zur Weser gelegenen Westgiebel ein großes Fenster ein, das die Lichtverhältnisse im Haus entscheidend verbesserte. 2006 wurde die Garage dann von dem Verein Kult-Art gekauft, der das Gebäude weiterhin als Atelierhaus nutzt.